# Elisa Kurylowicz
Elisa Kurylowicz (ur. 12 maja 1981 r.) – kanadyjska narciarka, specjalistka narciarstwa dowolnego. Najlepszy wynik na mistrzostwach świata osiągnęła podczas mistrzostw w Deer Valley, gdzie zajęła 6. miejsce w jeździe po muldach. Nigdy nie startowała na igrzyskach olimpijskich. Najlepsze wyniki w Pucharze Świata osiągnęła w sezonie 2002/2003, kiedy to zajęła 4. miejsce w klasyfikacji jazdy po muldach podwójnych, a w klasyfikacji jazdy po muldach była jedenasta.
W 2006 r. zakończyła karierę.

## Sukcesy

### Mistrzostwa Świata
| Miejsce | Dzień       | Rok  | Miejscowość | Konkurencja      | Zwycięzca      |
| ------- | ----------- | ---- | ----------- | ---------------- | -------------- |
| 6.      | 31 stycznia | 2003 | Deer Valley | Jazda po muldach | Kari Traa      |
| 9.      | 1 lutego    | 2003 | Deer Valley | Muldy podwójne   | Kari Traa      |
| 16.     | 19 marca    | 2005 | Ruka        | Jazda po muldach | Hannah Kearney |
| 9.      | 20 marca    | 2005 | Ruka        | Muldy podwójne   | Jennifer Heil  |

### Puchar Świata

#### Miejsca w klasyfikacji generalnej
- 1999/2000 – -
- 2001/2002 – -
- 2002/2003 – -
- 2003/2004 – 53.
- 2004/2005 – 29.
- 2005/2006 – 84.

#### Miejsca na podium
1. Fernie – 24 stycznia – 2004 (Muldy podwójne) – 1. miejsce